# Včelník rakouský
Včelník rakouský (Dracocephalum austriacum) je vzácná vytrvalá rostlina s velkými modrofialovými květy, jediný původní druh rodu včelník, který roste v České republice.

## Výskyt
Stepní rostlina vyskytující se ostrůvkovitě v některých státech Evropy. Roste ve Španělsku, Francii, Itálii, Švýcarsku, Rakousku, Maďarsku, Rumunsko, na Slovensku, Ukrajině, v Turecku a Předkavkazsku.
V Čechách v současnosti roste v osmi populacích v chráněné krajinná oblasti Český kras, konkrétně v národní přírodní rezervaci Karlštejn, národní přírodní rezervaci Koda, přírodní rezervaci Karlické údolí a přírodní rezervaci Radotínské údolí. Na Moravě se vyskytuje pouze v několika málo exemplářích v Přírodní rezervaci Zázmoníky poblíž v vesnice Bořetice v  okrese Břeclav. České lokality tvoří severní hranici rozšíření tohoto druhu.

## Ekologie
Rostlina ke zdárnému růstu potřebuje teplé, suché a nezastíněné biotopy, které se vyskytují ve stepích, po okrajích lesostepí nebo na slunných kamenitých stráních porostlých nízkými bylinami. Je vázána na vápenaté nebo sprašové půdy. V ČR se vyskytuje v pásmu pahorkatin, v Alpách vystupuje až výšky okolo 2000 m.
Rostlina prvým rokem po vyklíčení vytvoří tenkou, nízkou, nekvetoucí lodyhu. Druhým rokem již lodyhy bývají vyšší než 10 cm, může jich být i více a při optimálních podmínkách mohou i kvést. Dospělé rostliny mívají šest i více lodyh, dožívající se až několika desítek let.

## Popis
Vytrvalá trsnatá bylina, která má vzpřímené nebo vystoupavé, málo větvené lodyhy vysoké až 40 cm. Lodyhy, hustě bíle chlupaté, vyrůstají z uzlovitého a postupně dřevnatějícího oddenku. Jsou porostlé vstřícnými, podlouhlými, krátce řapíkatými dlanitosečnými nebo peřenosečnými listy, které mívají tři až pět kopinatých segmentů se špičkou na konci. Nejhornější listy jsou dělené až ke střednímu žebru na pět až sedm po okraji podvinutých segmentů.
V horních částech lodyh z úžlabí listů vyrůstají dva až čtyři pyskaté stopkaté květ v lichopřeslenech, spodní jsou oddálené a horní nahuštěné; společně vytvářejí hustý válcovitý lichoklas. Jejich listeny jsou kopinaté a na koncích osinkaté, listence čárkovité. Fialový, hustě bíle chlupatý kalich s žilkami je nevýrazně dvoupyský, při kvetení je okolo 8 mm dlouhý a v době plodu dvojnásobně delší, jeho nejdelší střední horní cíp je vejčitý neb vejčitě kopinatý, ostatní jsou šídlovité a dvojnásobně delší. Modrofialová až sytě modrá koruna je 30 až 40 mm dlouhá, má nálevkovitou trubku nahoře vydutou, přímý horní pysk přilbovitě vypouklý a vykrojený, dolní trojlaločný pysk má střední lalok největší. Čtyři tyčinky bývají stejně dlouhé jako koruna, prašníky jsou hustě chlupaté a pestík je fialový.
Rostliny kvetou v druhé polovině května a začátkem června, opylovány jsou hmyzem. Druh je schopen vytvořit plody i při samoopylení, mnohem více jich však produkuje při cizosprášení. V suchých létech rostliny méně kvetou a dochází k zasychání květů i listů. Ploidie druhu je 2n = 14.

## Rozmnožování
Poltivý plod se po dozrání rozpadá se na čtyři asi 3 mm dlouhé tvrdky, které jsou tmavohnědé a mají dvě podélná žebra. V přírodě je úspěšnost při generativním rozmnožování poměrně nízká, velmi závisí na klimatických podmínkách. V zahradnictvích se dají mladé rostlinky vypěstovat ze semen nebo řízkováním, ovšem tyto se na suchých a výhřevných stanovištích po přesazení jen nesnadně ujímají. Na svých stanovištích se rostliny samovolně vegetativně rozmnožují rozrůstáním do trsů.

## Ohrožení
Téměř ve všech okolních státech je včelník rakouský pro své snižující se početní stavy považován za ohrožený druh různého stupně. V České republice je vyhláškou MŽP ČR č. 395/1992 Sb. i Červeným seznamem cévnatých rostlin květeny ČR zařazen mezi kriticky ohrožené rostliny (§1, C1r).
V České republice se stanoviště tohoto druhu nacházejí na chráněných územích, nemělo by proto již docházet k jejich narušování necitlivými lidskými zásahy do krajiny. Pro zachování druhu je ale nutno věnovat plochám, na kterých roste, pozornost a zajistit, aby nezarůstaly náletovými dřevinami.